# Bundestagswahlkreis Mannheim
Der Wahlkreis Mannheim (Wahlkreis 275) ist ein Bundestagswahlkreis in Baden-Württemberg.

## Wahlkreis
Der Wahlkreis umfasst den Stadtkreis Mannheim. Wahlberechtigt waren bei der letzten Bundestagswahl 196.863 Einwohner.
Der Wahlkreis besitzt die gegenwärtige Abgrenzung seit der Wahlkreisreform von 2002. Er ging aus dem Vorgängerwahlkreis Mannheim I hervor, der 2002 um die südlichen Stadtteile Mannheims vergrößert wurde, die seit 1965 zum Wahlkreis Mannheim II gehört hatten. Von 1949 bis 1965 umfasste der Wahlkreis Mannheim-Stadt so wie derzeit den gesamten Stadtkreis Mannheim. Der prominenteste Wahlkreisabgeordnete war der Sozialdemokrat Carlo Schmid, der sechsmal in Folge das Direktmandat gewinnen konnte.

## Wahlkreisgeschichte
| Wahl      | Wahlkreisname      | Gebiet |
| --------- | ------------------ | --- |
| 1949      | 2 Mannheim-Stadt   | Mannheim |
| 1953–1961 | 176 Mannheim-Stadt | Mannheim |
| 1965–1972 | 179 Mannheim I     | Von Mannheim das Gebiet der heutigen Stadtbezirke Innenstadt/Jungbusch, Neckarstadt-West, Neckarstadt-Ost/Wohlgelegen, Sandhofen, Schönau, Waldhof, Käfertal, Vogelstang und Schwetzingerstadt/Oststadt                        |
| 1976–1998 | 179 Mannheim I     | Von Mannheim das Gebiet der heutigen Stadtbezirke Innenstadt/Jungbusch, Neckarstadt-West, Neckarstadt-Ost/Wohlgelegen, Sandhofen, Schönau, Waldhof, Käfertal, Vogelstang, Schwetzingerstadt/Oststadt, Feudenheim und Wallstadt |
| 2002–2005 | 276 Mannheim       | Mannheim |
| seit 2009 | 275 Mannheim       | Mannheim |

## Wahlkreisabgeordnete

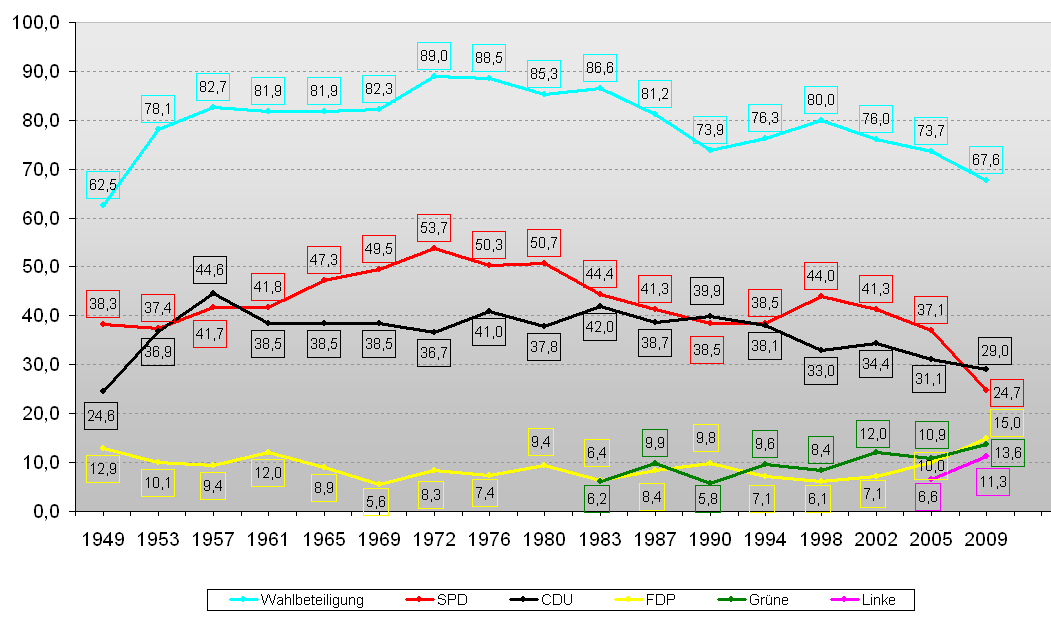
Zweitstimmenergebnisse im Stadtkreis Mannheim

| Wahl | Abgeordneter                    | Abgeordneter                    | Partei                          | Stimmen in %                    |
| ---- | ------------------------------- | ------------------------------- | ------------------------------- | ------------------------------- |
| 1949 |                                 | Carlo Schmid                    | SPD                             | 38,3                            |
| 1953 | 38,1                            | Carlo Schmid                    | SPD                             |                                 |
| 1957 | 44,7                            | Carlo Schmid                    | SPD                             |                                 |
| 1961 | 44,4                            | Carlo Schmid                    | SPD                             |                                 |
| 1965 | 52,8                            | Carlo Schmid                    | SPD                             |                                 |
| 1969 | 55,9                            | Carlo Schmid                    | SPD                             |                                 |
| 1972 |                                 | Werner Nagel                    | SPD                             | 59,3                            |
| 1976 | 53,6                            | Werner Nagel                    | SPD                             |                                 |
| 1980 | 55,3                            | Werner Nagel                    | SPD                             |                                 |
| 1983 | 49,0                            | Werner Nagel                    | SPD                             |                                 |
| 1987 | 46,8                            | Werner Nagel                    | SPD                             |                                 |
| 1990 |                                 | Siegfried Vergin                | SPD                             | 40,8                            |
| 1994 |                                 | Egon Jüttner                    | CDU                             | 42,5                            |
| 1998 |                                 | Lothar Mark                     | SPD                             | 48,9                            |
| 2002 | 48,5                            | Lothar Mark                     | SPD                             |                                 |
| 2005 | 45,9                            | Lothar Mark                     | SPD                             |                                 |
| 2009 |                                 | Egon Jüttner                    | CDU                             | 36,5                            |
| 2013 | 39,8                            | Egon Jüttner                    | CDU                             |                                 |
| 2017 |                                 | Nikolas Löbel                   | CDU                             | 29,3                            |
| 2021 |                                 | Isabel Cademartori              | SPD                             | 26,4                            |
| 2025 | ungenügende Zweitstimmendeckung | ungenügende Zweitstimmendeckung | ungenügende Zweitstimmendeckung | ungenügende Zweitstimmendeckung |

## Wahlergebnisse

### Bundestagswahl 2025
| Kandidaten                                                                      | Kandidaten         | Parteien/Listen     | Erststimmen | Erststimmen | Zweitstimmen | Zweitstimmen |
| Kandidaten                                                                      | Kandidaten         | Parteien/Listen     | Stimmen     | %           | Stimmen      | %            |
| ------------------------------------------------------------------------------- | ------------------ | ------------------- | ----------- | ----------- | ------------ | ------------ |
|                                                                                 | Melis Sekmen       | CDU                 | 37.564      | 24,7        | 35.226       | 23,1         |
|                                                                                 | Isabel Cademartori | SPD                 | 34.133      | 22,5        | 27.685       | 18,2         |
|                                                                                 | Nina Wellenreuther | GRÜNE               | 27.491      | 18,1        | 24.375       | 16,0         |
|                                                                                 | Konrad Stockmeier  | FDP                 | 6.389       | 4,2         | 7.836        | 5,1          |
|                                                                                 | Heinrich Koch      | AfD                 | 27.165      | 17,9        | 26.730       | 17,6         |
|                                                                                 | Gökay Akbulut      | Die Linke           | 12.114      | 8,0         | 17.209       | 11,3         |
|                                                                                 | –                  | dieBasis            | –           | –           | 322          | 0,2          |
|                                                                                 | Andre Kühner       | FREIE WÄHLER        | 2.626       | 1,7         | 1.127        | 0,7          |
|                                                                                 | Lucia Boileau      | Tierschutzpartei    | 2.759       | 1,8         | 1.754        | 1,2          |
|                                                                                 | Félix Gimenez      | Die PARTEI          | 1.441       | 0,9         | 824          | 0,5          |
|                                                                                 | –                  | Volt                | –           | –           | 1.485        | 1,0          |
|                                                                                 | –                  | ÖDP                 | –           | –           | 167          | 0,1          |
|                                                                                 | –                  | Bündnis C           | –           | –           | 169          | 0,1          |
|                                                                                 | Josef Buck         | MLPD                | 221         | 0,1         | 82           | 0,1          |
|                                                                                 | –                  | BÜNDNIS DEUTSCHLAND | –           | –           | 144          | 0,1          |
|                                                                                 | –                  | BSW                 | –           | –           | 7.128        | 4,7          |
| Gesamt                                                                          | Gesamt             | Gesamt              | 151.903     | 100         | 152.263      | 100          |
|                                                                                 |                    |                     |             |             |              |              |
| Ungültige Stimmen                                                               | Ungültige Stimmen  | Ungültige Stimmen   | 1.234       | 0,8         | 874          | 0,6          |
| Wähler                                                                          | Wähler             | Wähler              | 153.137     | 78,4        | 153.137      | 78,4         |
| Wahlberechtigte                                                                 | Wahlberechtigte    | Wahlberechtigte     | 195.336     |             | 195.336      |              |
|                                                                                 |                    |                     |             |             |              |              |
| Anmerkung: kein Kandidat hat ein Direktmandat bekommen (siehe Wahlrechtsreform) |                    |                     |             |             |              |              |
|                                                                                 |                    |                     |             |             |              |              |
| Quellen: Die Bundeswahlleiterin, Kandidaten – Stimmen                           |                    |                     |             |             |              |              |

### Bundestagswahl 2021
Zur Bundestagswahl 2021 standen folgende Kandidaten zur Wahl:
| Direktkandidat     | Partei       | Erststimmen in % | Zweitstimmen in % |
| ------------------ | ------------ | ---------------- | ----------------- |
| Isabel Cademartori | SPD          | 26,4             | 25,3              |
| Melis Sekmen       | GRÜNE        | 22,5             | 21,1              |
| Roland Hörner      | CDU          | 19,9             | 18,2              |
| Konrad Stockmeier  | FDP          | 10,6             | 13,1              |
| Jörg Finkler       | AfD          | 9,8              | 9,1               |
| Gökay Akbulut      | DIE LINKE    | 4,8              | 5,0               |
| Simon Matheis      | Die PARTEI   | 1,4              | 1,0               |
| Stephan Frauenkron | FREIE WÄHLER | 2,3              | 1,3               |
| Joachim Förster    | ÖDP          | 0,4              | 0,2               |
| Josef Buck         | MLPD         | 0,1              | 0,1               |
| Lars Ebert         | DieBasis     | 1,6              | 1,3               |
| Johanna Legnar     | KlimalisteBW | 0,3              | -                 |

Isabel Cademartori gewann für die SPD das Direktmandat.
Melis Sekmen, Konrad Stockmeier und Gökay Akbulut wurden über die Landeslisten ihrer Parteien gewählt.

### Bundestagswahl 2017
Zur Bundestagswahl am 24. September 2017 standen folgende Kandidaten zur Wahl:
| Direktkandidat        | Partei       | Erststimmen in % | Zweitstimmen in % |
| --------------------- | ------------ | ---------------- | ----------------- |
| Nikolas Löbel         | CDU          | 29,3             | 27,1              |
| Stefan Rebmann        | SPD          | 27,9             | 21,2              |
| Gerhard Schick        | GRÜNE        | 13,1             | 13,2              |
| Robert Schmidt        | AfD          | 12,5             | 12,8              |
| Florian Kußmann       | FDP          | 6,9              | 11,2              |
| Gökay Akbulut         | DIE LINKE    | 7,4              | 9,1               |
| Martin Marino-Haffner | Freie Wähler | 1,0              | 0,6               |
| Patrick H.P. Siegert  | Die PARTEI   | 1,6              | 1,3               |
| Josef Buck            | MLPD         | 0,2              | 0,1               |

Der Wahlsieger Nikolas Löbel legte am 10. März 2021, wegen seiner Verwicklung in die Maskenaffäre, sein Mandat nieder. Da eine Person der CDU-Landesliste für ihn nachrückte, wurde der Wahlkreis bis Ende der Wahlperiode nicht von einem Direktkandidaten im Bundestag vertreten.

### Bundestagswahl 2013
Bei der Bundestagswahl am 22. September 2013 standen folgende Kandidaten zur Wahl:
| Direktkandidat   | Partei     | Erststimmen in % | Zweitstimmen in % |
| ---------------- | ---------- | ---------------- | ----------------- |
| Egon Jüttner     | CDU        | 39,8             | 35,1              |
| Stefan Rebmann   | SPD        | 32,4             | 27,5              |
| Birgit Reinemund | FDP        | 2,8              | 5,5               |
| Gerhard Schick   | GRÜNE      | 12,2             | 11,1              |
| Michael Schlecht | DIE LINKE  | 6,6              | 7,5               |
| Stefan Täge      | PIRATEN    | 3,4              | 3,1               |
| Silvio Waldheim  | NPD        | 1,9              | 1,2               |
| Josef Buck       | MLPD       | 0,2              | 0,1               |
| Peter Mendelsohn | Die PARTEI | 0,7              | 0,1               |
| —                | AfD        | —                | 6,0               |

### Bundestagswahl 2009
| Direktkandidat   | Partei               | Erststimmen in % | Zweitstimmen in % | Bundestagswahl 2005 Zweitstimmen in % |
| ---------------- | -------------------- | ---------------- | ----------------- | ------------------------------------- |
| Egon Jüttner     | CDU                  | 36,5             | 29,1              | 31,1                                  |
| Stefan Rebmann   | SPD                  | 30,2             | 24,7              | 37,1                                  |
| Birgit Reinemund | FDP                  | 8,9              | 15,0              | 9,9                                   |
| Gerhard Schick   | GRÜNE                | 12,6             | 13,6              | 10,9                                  |
| Michael Schlecht | DIE LINKE            | 9,5              | 11,3              | 6,6                                   |
| —                | PIRATEN              | —                | 2,5               | —                                     |
| Silvio Waldheim  | NPD                  | 1,8              | 1,3               | 1,3                                   |
| —                | Die Tierschutzpartei | —                | 0,8               | —                                     |
| —                | REP                  | —                | 0,7               | 1,1                                   |
| —                | PBC                  | —                | 0,2               | 0,3                                   |
| —                | Volksabstimmung      | —                | 0,2               | —                                     |
| —                | DIE VIOLETTEN        | —                | 0,2               | —                                     |
| —                | ödp                  | —                | 0,2               | —                                     |
| Josef Buck       | MLPD                 | 0,3              | 0,1               | 0,1                                   |
| —                | DVU                  | —                | 0,1               | —                                     |
| Sultan Ulusoy    | Einzelbewerber       | 0,2              | —                 | —                                     |